# César Castro Valle
César Castro Valle (Hervás, 31 de mayo de 1999) es un deportista español que compite en natación, especialista en el estilo libre.
Ganó dos medallas en el Campeonato Mundial Junior de Natación de 2015, plata en 800 m libre y bronce en 1500 m libre.
Participó en los Juegos Olímpicos de París 2024, ocupando el noveno lugar en los 4 × 100 m libre y el decimotercero en los 4 × 200 m libre.
Estudió el grado en Mercadotecnia y Dirección Comercial en la Universidad Católica San Antonio de Murcia.